# Saussurembia symmetrica
Saussurembia symmetrica is een insectensoort uit de familie Anisembiidae, die tot de orde webspinners (Embioptera) behoort. De soort komt voor in Colombia.
Saussurembia symmetrica is voor het eerst wetenschappelijk beschreven door Ross in 1944.